# 長谷川 (徳島県)
長谷川（ながたにがわ）は、徳島県徳島市を流れる吉野川水系の河川。園瀬川の支流。

## 地理
徳島市の眉山に水源があり、眉山の地蔵越より流れ園瀬川中流で合流する。この長谷川に沿って地蔵越の遍路道（徳島県道203号鮎喰新浜線）が続いている。

## 流域の主な施設
- 眉山
- 徳島県道203号鮎喰新浜線
- 地蔵越